# دانکنویل (ایلینوی)
دانکنویل (به انگلیسی: Duncanville) یک منطقهٔ مسکونی در ایالات متحده آمریکا است که در شهرستان کرافورد، ایلینوی واقع شده‌است. دانکنویل ۱۶۱٫۸۵ متر بالاتر از سطح دریا واقع شده‌است.